# Шу'яб I (емір Криту)
Шу'яб I (араб. شعيب بن عمر‎; д/н — бл. 880) — 2-й володар Критського емірату в 855—880 роках. У візантійських джерелах відомий як Саїп або Саїт (Сает).

## Життєпис
Син еміра Умара I. Близько 855 року успадкував владу. Продовжив політику батька щодо постійних нападів на володіння Візантії. Протягом 850—860-х років флот еміра успішно протидіяв візантійцям. Також пірати Криту здійснювали нові потужні напади на узбережжя Пелопоннесу і Кікладських островів, зокрема було захоплено й сплюндровано монастирі гори Афон. 866 року візантійський регент Барда планував масштабний напад на Крит, що зірвався через внутрішню колотнечу.
872 року відправив флот на чолі з ренегатом Фокіоном, який в союзі з флотом Аглабідів пограбував узбережжя Далмації, а потім Пелопоннесу. 873 року здійснено новий напад з метою досягти Константинополя, але в битві біля Кардії (Галліполійський півострів) критський флот зазнав поразки. Того ж року флот емірату, що грабував острови в Іонічному морі, та проник до Коринфської затоки зазнав поразки від Никити Орифи. До 875 року емірат втратив усі Кікладські острови, а Шу'яб I вимушений був визнати владу та сплачувати данину протягом 10 років.
Водночас емір опікувався набуттям еміратом більш розвиненого господарства. Цьому сприяло розширення торговельних контактів з портовими містами Єгипту та Сирії, а згодом Сицилії і Іфрикії. Туди стали збувати награбоване та захоплених рабів. Натомість завозили необхідні речі для військової справи, розкоші тощо. Шу'яб I сприяв розвитку ремісництва, землеробства, садівництва.
Помер Шу'яб I. Йому спадкував син Умар II.